# 西興部村営バス
西興部村営バス（にしおこっぺそんえいバス）は、北海道オホーツク管内の紋別郡西興部村が運営していた廃止代替バス（自治体バス）。2017年（平成29年）4月1日より「上藻・中藻線」として沿線住民向け運行に変更された。

## 経緯
戦後の西興部村の公共交通機関は名寄本線のみで、鉄道沿線から外れる上藻・中藻の両地区住民が市街地で所用を足すには難所・瀬戸牛峠 を越えなくてはならず、日帰りは不可能であった。
このような状態の中で1954年（昭和29年）秋、宗谷バスが名寄 - 西興部 - 滝上間のバス運行計画を発表した。村においては上藻・中藻地区住民の足確保の面から、滝上町においては旭川市や札幌市に向かう際の紋別市経由解消による所要時間短縮の面から、当局に対し両町村連名で速やかな運行開始を陳情した。名寄 - 一の橋（下川町）間は道北乗合自動車 のエリアであったことから名寄発着とはならなかったものの、1956年（昭和31年）6月27日より上興部 - 西興部 - 滝上間で西滝線3往復の運行を開始した。運行してみると、上興部 - 西興部間の鉄道並行区間は利用者が少なくまもなく廃止され、西興部 - 滝上間の運行に変更されている。また、同日より興部 - 西興部間でも運行を開始したが、上興部同様に利用者が少なく1957年（昭和32年）7月21日に廃止されている。
1962年（昭和37年）1月1日付で北紋バスへ営業権が譲渡され、翌1963年（昭和38年）4月16日には興部 - 西興部間の運行を開始した。これは紋別 - 興部 - 西興部 - 滝上 - 紋別間の循環線として運行したものであったが、鉄道並行区間が多かったことやモータリゼーション化が始まっていたことなどから利用客はふるわず、1970年（昭和45年）5月14日の興部 - 西興部間廃止と同時に循環線は廃止され、西滝線は2往復に減便されている。
1967年（昭和42年）には上藻・中藻両中学校が閉校し、両地区の中学生は北紋バスを利用して西興部中学校へ通学することになったため、西滝線は中藻小学校前を経由するルートに延長された。この頃には過疎バス対策として全国的に赤字路線に対する補助金供出が始まり、村でも西滝線に対して補助を行った。当初20万円程度であった補助金は1970年（昭和45年）度には6倍以上の130万円となり、1971年（昭和46年）度の要求額は400万円を超えた。合わせて、赤字路線を多く抱えた北紋バスではストライキが頻発しており、その都度村が代替輸送を行っていたことから、これに耐えかねた村では道路運送法第101条 による村営バスの運行を決意し、その旨を北紋バスへ通告した。
当局は難色を示したが再三再四申請の結果、1971年（昭和46年）4月7日付で認可され、同日付で北紋バス西滝線は廃止となったが、告示の関係から4月12日まで運行を続け、村営バスは4月13日より運行を開始した。村営バスは西興部 - 中藻 - 上藻19号間の運行とし、滝上町に跨る区間は廃止された。当初は25人乗りマイクロバスを使用したが、5月24日から52人乗り大型バスに入れ替えられている。
2017年（平成29年）3月31日をもって有償の村営バスとしての運行を廃止。翌4月1日より沿線住民の通院・通学向け無料運行に変更された。
村内に乗り入れる民間事業者は名士バスが運行する名寄本線バス代行路線の名寄 - 西興部 - 興部間1路線である。かつては北紋バスと相互乗り入れを行い名寄本線に沿って紋別市・遠軽町まで乗り入れたが、名士バスの興部 - 紋別 - 遠軽間と北紋バスの興部 - 西興部 - 名寄間は廃止されている。

## 路線
- 西興部 - （中学校 - 小学校 - ）峠下 - （中藻 - ）上藻 - 19号
  - 中学校と小学校は便により経由。中藻は中藻先回り・上藻先回りのいずれか。